# Arturo Bucciardi
Arturo Bucciardi (1914. május 11. – 1970. december 8.) chilei labdarúgóedző.
Az 1950-es világbajnokságon Chile szövetségi kapitánya volt..
A Club Deportivo Universidad Católica csapatában 1940-es és 1950-es években játszott és edzősködött.